# François Bozizé
François Bozizé Yangouvonda (født 14. oktober 1946) var den Centralafrikanske Republiks præsident i perioden 2003-2013.
Han er militærofficier af karriere og var forsvarsminister i 1979-81. Han kom til magten i 2003 ved et statskup.